# محمد عبد القادر افندی
شاهزاده محمد عبدالقادرافندی (زاده ۱۶ ژانویه ۱۸۷۸ - درگذشته ۱۶ مارس ۱۹۴۴) پنجمین پسر سلطان عبدالحمید دوم، سلطان امپراتوری عثمانی، از همسرش بیدار قادین بود. او در ۱۶ ژانویه ۱۸۷۸ میلادی در کاخ یلدیز استانبولبه دنیا آمد. او پس از اخراج سلسله عثمانی از ترکیه به بلغارستان نقل مکان کرد، سپس در صوفیه از وحشت در جریان یک حمله هوایی در طول جنگ جهانی دوم درگذشت و در آنجا به خاک سپرده شد. محمد عبدالقادر ویولونیست ماهری بود و زمانی که در بوداپست بود به عنوان نوازنده اول در یکی از ارکسترها کار کرد و سپس به بلغارستان رفت و تمام وسایلش حتی ویولن را فروخت. او در سال ۱۹۴۴ در جریان حمله ای در جنگ جهانی دوم پس از پناه بردن به یکی از پناهگاه‌ها بر اثر سکته قلبی درگذشت.